# Capo Aniva
Capo Aniva (in russo мыс Анива?, in giapponese 中知床岬, Capo Shiretoko) si trova all'estremità della penisola Tonino-Anivskij (полуостров Тонино-Анивский, poluostrov Tonino-Anivskij) nella parte sud-orientale dell'isola di Sachalin e si affaccia sul mare di Ochotsk.
In una mappa italiana del 1682 di Giacomo Cantelli (1643-1695) è segnato con il nome di capo di Aniwa. Nel 1939 vi è stato eretto un faro che ha un'altezza di 31 m.

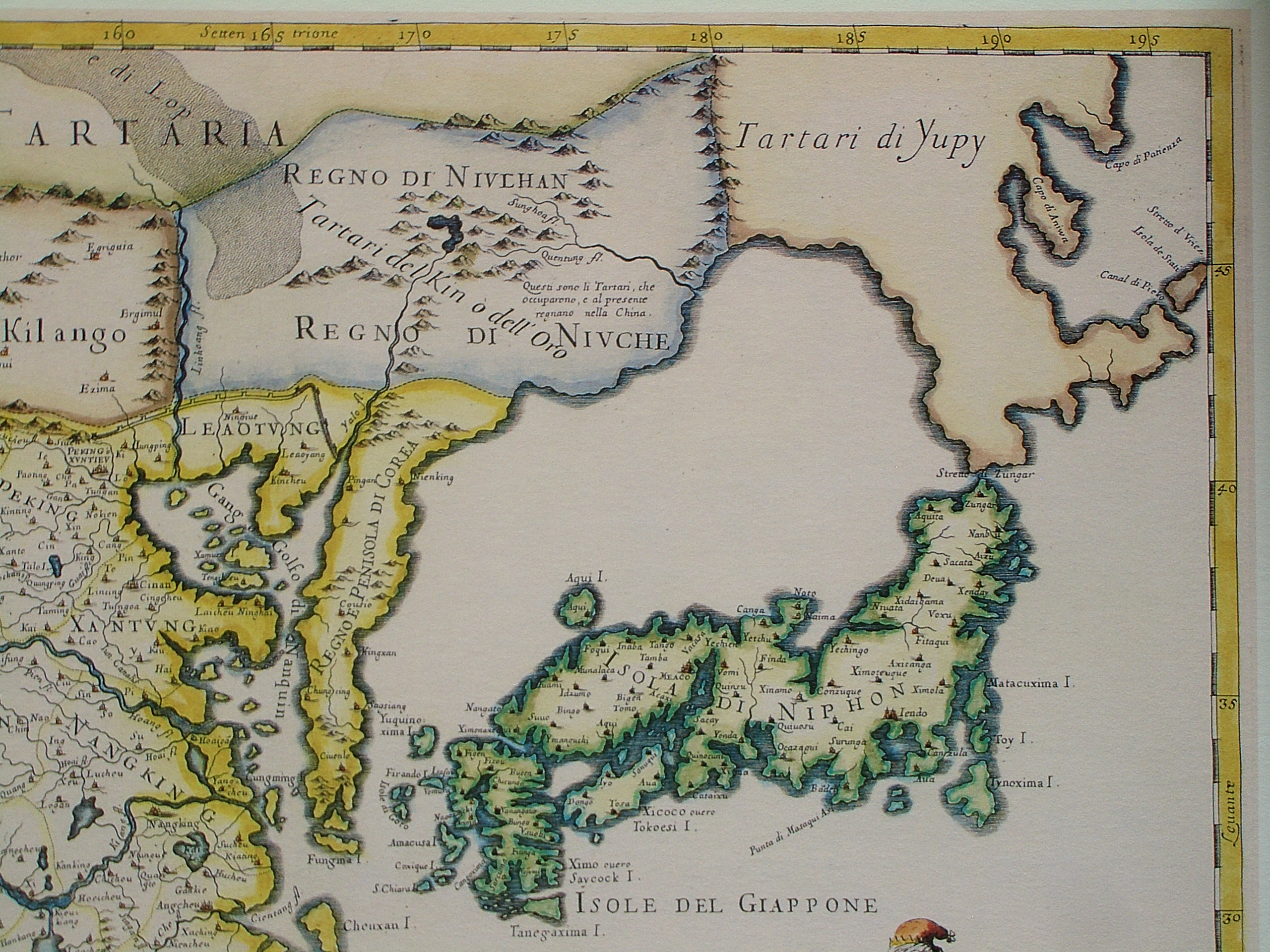
La mappa del 1682 con capo di Aniwa (in alto a destra)